# Нецко
Нецко  – озеро в місті Августів (макрорегіон - Балтійська гряда, мезорегіон – Августівська рівнина), в підляськім воєводстві, августівському повіті, гміні Августів. Збірник води 2 класу.
Нецко належить до типу льодовикових риннових озер. Озеро має досить розвинену берегову лінію, у більшості (70%) покрита лісом, з численними піщаними пляжами.

## Розташування
Нецко з'єднується з озером на півночі Роспуда Августівська (іноді вважається як частина Нецки) і через річку Клонаунаці (Січа Ржечка), з озером Біле. На півночі річка Роспуда впадає в озеро Роспуда, на півдні річка Нетта витікає з Нецки, що потім впадає в Августовський канал. Західна частина озера носить назву Ślepsk, через розташування поблизу житлового масиву з одноіменною назвою. Біля озера також розташовані частини міста Августів: Боркі, Заржечйе, Клоновніца. Озеро знаходиться на території ландшафтного захисту "Пуща і озера Августівські".

## Флора і Фауна
Нецко представляє селовий тип озера. Серед видів риб що живуть в озері є: Щука, Окунь, Плітка, Лящ, Ряпушка, Лин. Також можна знайти наступні види: Вугор європейський, Минь, Краснопірка, Сиг, форель струмкова, Колючка триголкова.
Серед птахів тут можна знайти: Лебідя та дику качку. З безхребетних на озері : Раків, слимаків та дрейсени річкові. Флора озера являє собою багато видів рослин, у тому числі: Кушир занурений, Глечики жовті, очерет

## Назва
Назва Нецко походить від ятвязької methis
Колишні назви озера:
- Meten, 1396
- Metensehe, 1398
- Metensee, 1402
- Methis, 1418
- Nyeczko, 1515
- Micko (Мицко), 1559
- Miecko, 1569
- Niecko, 1770

## Об'єкти та визначні пам'ятки
Густі міські будівлі Аугустіва примикають до озера лише при відтоці річки Нетта. На південному березі Нецки є численні готелі та туристичні центри, і муніципальний пляж з підйомником водних лиж і концертною мушлею. Через озеро проходть Канал Августівський,яким ходять пороми. По берегу, на ділянці від річки Нетта до річки Клоновніца, проходить набережна з пішохідною зоною та велодоріжкою. У лісі навколо озера  можна знайти залишки траншей від часів Другої світової війни.
На Білій горі (поблизу річки Клонауніці) є будівля 1939 р. (нині готель "Гетьман", раніше Туристичний будинок ПТКК) розроблений видатним архітектором Мацеєм Новіцкім.
Озеро Нецко згадувалося в пісні Beata z Albatrosa Януша Ласковського.